# Enseignement du grec ancien
Pour un article plus général, voir Enseignement des langues anciennes.
De nos jours, le grec ancien est enseigné dans plusieurs systèmes éducatifs, notamment en Europe, mais aussi en Amérique du Nord. Le grec ancien s'apprend d'ordinaire comme langue écrite.

## Systèmes éducatifs

### Danemark
Certains lycées au Danemark proposent le grec ancien sous forme d'option, à raison cinq heures par semaine au collège (et huit en troisième).

### États-Unis
L'étude du grec ancien est rare aux Etats-Unis. Les enseignements qui proposent le grec ancien sont principalement des prep schools, à savoir des lycées préparant à l'entrée dans les grandes universités, qui se trouvent pour la plupart sur la côte Est du pays. Une étude de 2000 a montré que 67 lycées américains privés enseignaient le grec ancien, et treize lycées publics. La Phillips Academy, la Phillips Exeter Academy, ou encore la Boston University Academy, proposent l'étude du grec.

### France
En France, le grec ancien peut être étudié à partir du collège. La matière est toutefois choisie par peu d'étudiants : en 2022, seuls 772 candidats ont choisi une langue antique (latin ou grec) sur 366 000 candidats au baccalauréat général. 0,8 % des collégiens et 0,7 % des lycéens sont hellénistes en 2022. L'apprentissage du grec ancien est plébiscité par les catégories sociales les plus élevées : 24 % des lycéens très favorisés étudient une langue ancienne, contre 9,2 % des lycéens défavorisés.
Au collège, le grec est un enseignement optionnel de 3h par semaine. Il ne peut être étudié qu'à partir de la classe de 3ème à partir de 1996.

### Grèce
Le grec ancien est une discipline obligatoire en Grèce dans les lycées. L'enseignement du grec ancien est justifié à la fois par la maîtrise accrue du grec moderne que permet celle du grec ancien, ainsi que par l'idée selon laquelle le grec moderne serait moins subtil dans son expression que le grec ancien.

### Israël
Outre l'École biblique et archéologique française de Jérusalem, l'Institut Polis dispense des cours de langues anciennes dont le grec. La particularité de ce dernier par rapport au reste du monde est que ces cours sont donnés en immersion totale.

### Italie
En Italie, le grec ancien est une discipline obligatoire pour les étudiants du liceo classico (lycée classique), à savoir 6,7 % des lycéens italiens. Au sein du lycée classique, les étudiants doivent apprendre le grec ancien pendant les cinq années du cursus, aux côtés du latin. L'apprentissage se fait principalement par la traduction de la langue grecque vers l'italien. L'enseignement du grec ancien fait l'objet de débats sociétaux.

### Russie
Le latin comme le grec sont enseignés en Russie. Le latin y a une place plus importante que le grec.

## Débats
L'enseignement du grec ancien fait parfois l'objet de débats sociétaux. En France, il est parfois accusé d'élitisme social, car principalement plébiscité par les enfants des catégories socio-professionnelles supérieures. Le grec ancien correspondrait à une forme de savoir légitime des élites mis en lumière par Pierre Bourdieu. Le grec ancien est aussi parfois utilisé pour que l'enfant se retrouve dans la classe où les élèves étudient le grec et le latin, réputée d'un niveau plus élevé.
La méthode d'enseignement du grec ancien a fait l'objet de critiques. Philippe Brunet a par exemple critiqué l'absence d'enseignement de l'oralité de la langue, la reléguant à une langue écrite.
Certains linguistes et intellectuels se sont mobilisés à diverses reprises pour défendre ce qu'ils considèrent comme la mise en danger de l'enseignement du grec ancien dans les collèges, lycées et universités, dont Jacqueline de Romilly ou Andrea Marcolongo.